# Municipalità di Tamworth
La municipalità di Tamworth è una local government area che si trova nel Nuovo Galles del Sud. Si estende su una superficie di 9.892,3 chilometri quadrati e ha una popolazione di 59.461 abitanti. La sede del consiglio si trova a Tamworth.